# Celebrity Eclipse (schip, 2010)

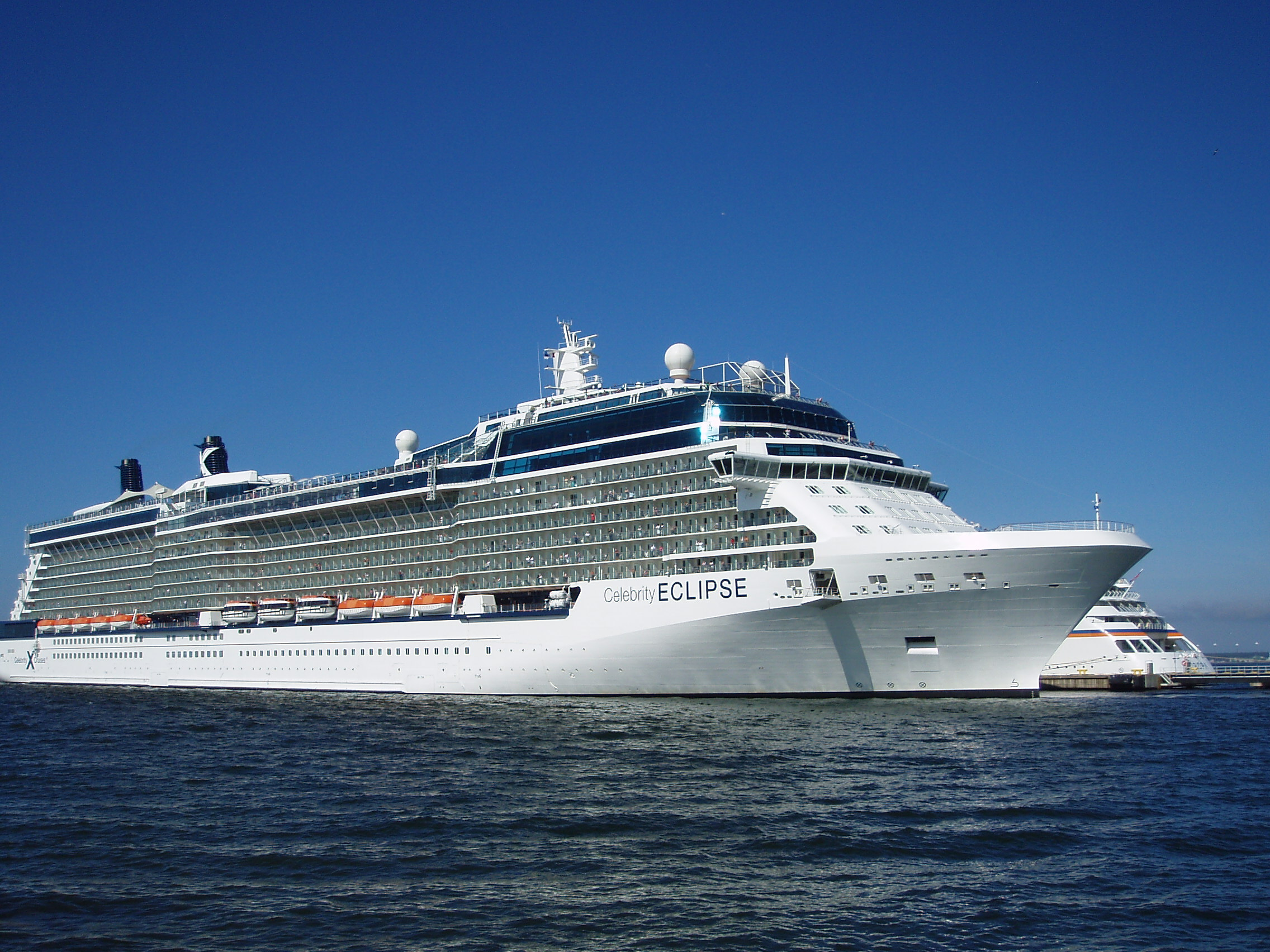

De Celebrity Eclipse is een cruiseschip van Celebrity Cruises en is het derde schip in de Solstice-serie en vervoegde deze vloot in 2010. De Eclipse beschikt over een nieuwigheid van dit scheepstype, de Lawn Club, een kwart hectare gazon op het bovendek met de Sunset Bar. Naast het hoofdrestaurant met zijn twee verdiepingen, zijn er de Bistro on Five (crêperie), de Mast Bar & Grill, het Café al Bacio en vier specialiteitenrestaurants. Het buffetrestaurant (Ocean Café & Grill). Het schip heeft een tonnage van 121.878 ton en heeft een lengte van 317 meter. Het schip is 37 meter breed en beschikt over 15 dekken. Op het schip werken 1.200 bemanningsleden. Het schip biedt plaats aan 2.850 passagiers. De passagiers kunnen dineren in 6 restaurants.